# 約貝州學校槍擊案
約貝州學校槍擊案是指在2013年7月6日時，一群槍手襲擊奈及利亞約貝州的一所學校並且造成至少42人死亡。喪生者絕大部分為學校就讀的學生，另外也有一些為工作人員以及教職人員。其中在7月6日黎明前槍手前往奈及利亞約貝州所開設的寄宿學校，而當時仍有1,200名學生居住在校園中。根據倖存者所說全副武裝的槍手將受害學生聚集在一起後開始掃射並且丟擲炸彈，之後則縱火想要燒毀整間學校。這也使得學生的遺體除了有槍傷外，許多屍體也因為大火而難以確認其身分。許多倖存的學生因為受傷而趕緊送至附近診所救治，同時奈及利亞政府還派遣軍隊於附近守衛著，不過在這次事件中也導致100多人失蹤。
极端恐怖团伙博科圣地被认为是凶手。